# Арик-Папца
Арик-Папца (кабард.-черк. Арыкъ Памцӏэ, Дуужь Ӏуащхьэ) — гора в предгорьях Центрального Кавказа. Расположена недалеко от административной границы между Кабардино-Балкарией и Северной Осетией. Является высшей точкой северного отрога Кабардино-Сунженского хребта — Курпские высоты.

## География
Гора Арик-Папца находится в восточной части Терского района. Возвышенность горы является стыком границ сельских поселений Нижний Курп и Верхний Курп, чуть восточнее вершины проходит административная граница между Кабардино-Балкарией и Северной Осетией.
Арик-Папца расположена на северном отроге Кабардино-Сунженского хребта, которая связывает между собой Кабардино-Сунженский (на юге) и Терский (на севере) хребты. На западе отрог с горой ограничен Кабардинской наклонной равнинной, на востоке Алханчуртской долиной.
Вершина горы достигает 510 метров над уровнем моря, относительные высоты составляют около 250 метров. К западу от горы протекает река Курп с сильно изрезанной долиной, на востоке река Журуко которая у северных склонов отрога впадает в Курп.
Ближайшие населённые пункты: Инаркой и Верхний Курп на западе, Нижний Курп на севере, Хурикау и Кусово на юго-востоке.

## Этимология
Название Арик-Папца в переводе с кабардинского языка означает — «остроконечная безлесная возвышенность», где арыкъ — «безлесная возвышенность» и памцӏэ — «остроконечная». Однако, среди кабардинцев употребляется и иное название горы — Дуужь Ӏуащхьэ, что в переводе означает «древнее хранилище на возвышенности».